# Râul Iaz, Șușița
Râul Iaz este un curs de apă, afluent al râului Șușița. 